# Mancomunitat la Serrania
La Mancomunitat la Serrania és una mancomunitat de municipis de la comarca valenciana dels Serrans (La Serranía en castellà). Aglomera 9 municipis i 8.611 habitants, en una extensió de 629,30 km². Actualment (2007) la mancomunitat és presidida per Juan Pedro Burgos Moreno, del Partit Popular i regidor de l'Ajuntament de Figueroles de Domenyo.
Les seues competències són:
- Camins rurals
- Cultura
- Defensa medi ambient
- Guarderia rural
- Sanitat
- Serveis socials
- Turisme

Els pobles que formen la mancomunitat són:
- les Alcubles
- Andilla
- Bugarra
- Calles
- Xulilla
- Xestalgar
- Figueroles de Domenyo
- el Villar
- la Iessa